# Wilmer González
Wilmer González (ca. 1940) es un deportista argentino. Representó a la Argentina en los Juegos Paralímpicos de Tokio 1964, donde ganó una medalla de plata en baloncesto en silla de ruedas.
Por sus logros deportivos fue reconocido en Argentina como Maestro del Deporte.

## Medalla de plata en los Juegos Paralímpicos de Tokio 1964
Wilmer González integró el equipo argentino que ganó la medalla de plata en Tokio 1964 junto a Eduardo Albelo, Héctor Brandoni, Fernando Bustelli, Jorge Diz, Juan Grusovin, Roberto Iglesias, Federico Marín, Rodolfo Novoa, Juan Sznitowski y Dante Tosi.
| Baloncesto B incompleto masculino | Baloncesto B incompleto masculino | Baloncesto B incompleto masculino | Baloncesto B incompleto masculino | Baloncesto B incompleto masculino |
|                                   | País                              |                                   |                                   |                                   |
| --------------------------------- | --------------------------------- | --------------------------------- | --------------------------------- | --------------------------------- |
| 1                                 | Estados Unidos                    |                                   |                                   |                                   |
| 2                                 | Argentina                         |                                   |                                   |                                   |
| 3                                 | Israel                            |                                   |                                   |                                   |
| Fuente: IPC.                      |                                   |                                   |                                   |                                   |